# Space Pirates
Space Pirates est une série télévisée britannique pour les enfants mélangeant action et d'animation, diffusée du 3 novembre 2007 au 22 mars 2008 sur CBeebies.
Cette série est inédite dans tous les pays francophones.

## Synopsis
La série se déroule à bord d'un vaisseau spatial qui tourne autour de la Terre. La série met en vedette Luke Toulson en tant que Capitaine DJ, avec Dominic Byrne, chroniqueur sur Radio 1, qui apparaît comme un grand reporter extra-terrestre spécialisé dans les nouvelles et la météo appelé Zorst.